# Municipio de Miller (Illinois)
El municipio de Miller (en inglés: Miller Township) es un municipio ubicado en el condado de LaSalle en el estado estadounidense de Illinois. En el año 2010 tenía una población de 633 habitantes y una densidad poblacional de 6,94 personas por km².

## Geografía
Según la Oficina del Censo de los Estados Unidos, el municipio tiene una superficie total de 91.17 km², de la cual 91,13 km² corresponden a tierra firme y (0,05 %) 0,04 km² es agua.

## Demografía
Según el censo de 2010, había 633 personas residiendo en el municipio de Miller. La densidad de población era de 6,94 hab./km². De los 633 habitantes, el municipio de Miller estaba compuesto por el 95,42 % blancos, el 2,05 % eran afroamericanos, el 0,16 % eran asiáticos, el 1,11 % eran de otras razas y el 1,26 % eran de una mezcla de razas. Del total de la población el 2,84 % eran hispanos o latinos de cualquier raza.